# Шаламай Анатолій Севастянович
Анато́лій Севастя́нович Шалама́й (* 1944) — кандидат хімічних наук (1982), заступник генерального директора з науки ЗАТ «НВЦ „Борщагівський хіміко-фармацевтичний завод“» (1997), лауреат Державної премії України в галузі науки і техніки (2001).

## Життєпис
Народився 1944 року в місті Літин (Вінницька область), 1967-го закінчив Київський державний університет ім. Тараса Шевченка.
Від 1966 року — інженер, з 1968-го — молодший науковий співробітник Інституту мікробіології і вірусології ім. академіка Д. К. Заболотного АН УРСР.
1968 — молодший науковий співробітник, з 1982-го — старший науковий співробітник, 1984 — завідувач відділу Інституту молекулярної біології та генетики АН УРСР.
З 1997 року — заступник генерального директора з науки, начальник дослідно-впроваджувальної лабораторії ЗАТ "НВЦ «Борщагівський хіміко-фармацевтичний завод».
Лауреат Державної премії України в галузі науки і техніки 2001 року — за цикл робіт «Теорія і практика створення антисигнатурних олігодезоксирибонуклеотидів як універсальних антимікробних засобів»; співавтори Алексєєва Інна Володимирівна, Дубей Ігор Ярославович, Єгоров Олег Володимирович, Макітрук Василь Лукич, Малиновська Лариса Петрівна, Панченко Лариса Петрівна, Серебряний Саул Бенціонович, Скрипаль Іван Гаврилович, Федоряк Дмитро Михайлович.
Напрями наукових досліджень:
- освоєння новітніх технологій виробництва лікарських препаратів відповідно до міжнародних стандартів GMP
- відтворення синтезу субстанцій ефективних препаратів з протизапальною, протимікробною та нейротропною дією
- розробка оригінальних лікарських препаратів та фітопрепаратів.

Брав участь у розробці понад 80 лікарських препаратів, 36 з яких захищено патентами; автор понад 200 наукових робіт з теорії та практики хімічних сполук і вивчення їх біологічної активності, науково-обґрунтованої розробки сучасних методів аналізу лікарських
засобів, створення аналітично-наукової документації на фармацевтичні субстанції та лікарські засоби; автор 72 наукових публікацій у вітчизняних та зарубіжних журналах; співавтор 36 патентів України та Росії на винаходи нових лікарських препаратів та їх технологій.
Серед робіт:
- «Фітопрепарати Борщагівського хімфармзаводу — сучасне і майбутнє», 1999 (співавтор);
- «Застосування препаратів, що містять йохімбін, у лікуванні пацієнтів з еректильною дисфункцією», 1999 (співавтор)
- «„Йохімбекс-Гармонія“ — новий ефективний засіб для гармонізації сексуального життя», 2001
- «Дослідження анальгетичних властивостей субстанції альтабор», 2001 (співавтор)
- «Терапевтична ефективність вінборону при гострому порушенні мозкового кровообігу в експерименті», 2002
- «Йохімбекс-Гармонія — нові можливості в терапії сексуальних розладів у чоловіків», 2002 (співавтор)
- «Обґрунтування введення загущуючого агента до складу основи м'якої лікарської форми з дифторантом», 2003 (співавтор)
- «Розробка препаратів, активних проти вірусу Епштейна — Барра», 2003 (співавтор)
- «Search and Asseessment of Novel Substances Active Against Epstein-Barr Virus», 2004
- «Вивчення антивірусної активності препарату альтабор», 2004 (співавтор)
- «Використання нових лікарських форм кверцетину для профілактики доксорубіцинової кардіоміопатії в експерименті», 2005 (співавтор)
- «Вплив блокаторів глутаматергічної передачі на моносинаптичні розряди вентральних корінців у щурів», 2005 (співавтор)
- «Термогравіметричний аналіз субстанції альтабор», 2006 (співавтор)
- «Експериментальна оцінка геропротекторної дії кверцетину», 2006
- «Особливості гідратації ацетилсаліцилової кислоти в таблетованих лікарських формах», 2007 (співавтор)
- «Історія розробки препарату Корвітин — розчинної форми кверцетину», 2007 (співавтор)
- «Нейротропна дія рилузолу за умов експериментальної галоперидолової каталепсії», 2008 (співавтор)
- «Фармацевтичний аналіз. Методичні рекомендації до спецкурсу з аналітичної хімії фармацевтичних субстанцій та лікарських засобів», 2008 (співавтор).

Серед патентів: «Спосіб кількісного визначення вмісту антидіабетичного засобу фенсукциналу та його метаболітів у плазмі крові» 2016 співавтори Караченцев Юрій Іванович, Кравченко Світлана Вікторівна, Кудря Марія Яківна, Лалименко Ольга Сергіївна, Нікішина Людмила Євгеніївна.